# Vilhelm Ludvig af Anhalt-Köthen
Fyrst Vilhelm Ludvig af Anhalt-Köthen (tysk: Wilhelm Ludwig) (3. august 1638 – 13. april 1665) var fyrste af det lille fyrstendømme Anhalt-Köthen i det centrale Tyskland fra 1650 til 1665.

## Biografi
Vilhelm Ludvig blev født den 3. august 1638 i Köthen i Anhalt som den anden men ældste overlevende søn af Fyrst Ludvig 1. af Anhalt-Köthen i hans andet ægteskab med Grevinde Sophie af Lippe.
Vilhelm Ludvig efterfulgte sin far som fyrste ved dennes død i 1650. Han var da kun 12 år gammel, og hans onkel Fyrst August 1. af Anhalt-Plötzkau blev derfor indsat som regent. Efter Fyrst Augusts død i 1653 overtog hans sønner Lebrecht og Emanuel regentskabet, indtil Vilhelm Ludvig blev myndig i 1659.
Vilhelm Ludvig giftede sig den 25. august 1663 i Köthen med sin slægtning Elisabeth Charlotte af Anhalt-Harzgerode (1647 - 1723), datter af hans fætter, Fyrst Frederik af Anhalt-Harzgerode og barnebarn af Fyrst Christian 1. af Anhalt-Bernburg. Der blev ikke født børn i ægteskabet.
Fyrst Vilhelm Ludvig døde den 13. april 1665 i Köthen. Da han ikke efterlod sig arvinger, uddøde linjen Anhalt-Köthen ved hans død, og fyrstendømmet blev overtaget af hans fætre og tidligere regenter, Lebrecht og Emanuel af Anhalt-Plötzkau, der herefter overtog titlen som fyrster af Anhalt-Köthen. Deres tidligere fyrstendømme Anhalt-Plötzkau blev overdraget til Fyrst Viktor 1. Amadeus af Anhalt-Bernburg, da det oprindeligt var blevet udskilt af Anhalt-Bernburg.

## Eksterne links
- Slægten Askaniens officielle hjemmeside Arkiveret 21. august 2018 hos  Wayback Machine

| Vilhelm LudvigHuset AskanienFødt: 3. august 1638 Død: 13. april 1665 |                                     |                                    |
| Titler som regent                                                    |                                     |                                    |
| Foregående: Ludvig 1.                                                | Fyrste af Anhalt-Köthen 1650 – 1665 | Efterfølgende: Lebrecht og Emanuel |